# 第44次長期滞在
第44次長期滞在(だい44じちょうきたいざい、英語: Expedition 44)は国際宇宙ステーション(ISS)への44回目の長期滞在である。
2015年6月11日にソユーズTMA-15Mで第42/43次長期滞在クルーが地球に帰還してから始まり、2015年9月11日にソユーズTMA-16MがISSから出発するまで続いた。
なお、2015年9月4日にソユーズTMA-18Mによってアンドレアス・モーゲンセン、アイディン・アイムベトフ、ヴォルコフがISSに到着しており、ソユーズTMA-16Mでパダルカ、モーゲンセン、アイムベトフが地球に帰還するまでの間、ISSは9人が滞在している状態になった。
もともとユーリ・ロンチャコフが第43次長期滞在で第3フライトエンジニアを務めた後、第44次長期滞在で船長になる予定であったが、彼は2013年9月6日にロシア連邦宇宙局を退職している。

## 乗組員
| 職務                 | 第1期 (2015年6月 - 2015年7月)     | 第2期 (2015年7月 - 2015年9月)     |
| -------------------- | --------------------------------- | --------------------------------- |
| 船長                 | ゲンナジー・パダルカ, RSA 初飛行  | ゲンナジー・パダルカ, RSA 初飛行  |
| フライトエンジニア 1 | ミハイル・コルニエンコ, RSA 2度目 | ミハイル・コルニエンコ, RSA 2度目 |
| フライトエンジニア 2 | スコット・ケリー, NASA 4度目      | スコット・ケリー, NASA 4度目      |
| フライトエンジニア 3 |                                   | オレグ・コノネンコ, RSA 3度目     |
| フライトエンジニア 4 |                                   | 油井亀美也, JAXA 初飛行           |
| フライトエンジニア 5 |                                   | チェル・リングリン, NASA 初飛行   |

出展Spacefacts

## 達成
2015年7月、ケリーとリンドグレンは初めて完全に宇宙で育てられた野菜を食したアメリカ人になった。
日本のこうのとり5号機は、ISSによる捕獲を油井亀美也が、こうのとりの管制をJAXAの筑波宇宙センターが、NASAのヒューストンでの交信チーム代表に若田光一が加わり、日本チームでの捕獲となった

## ギャラリー

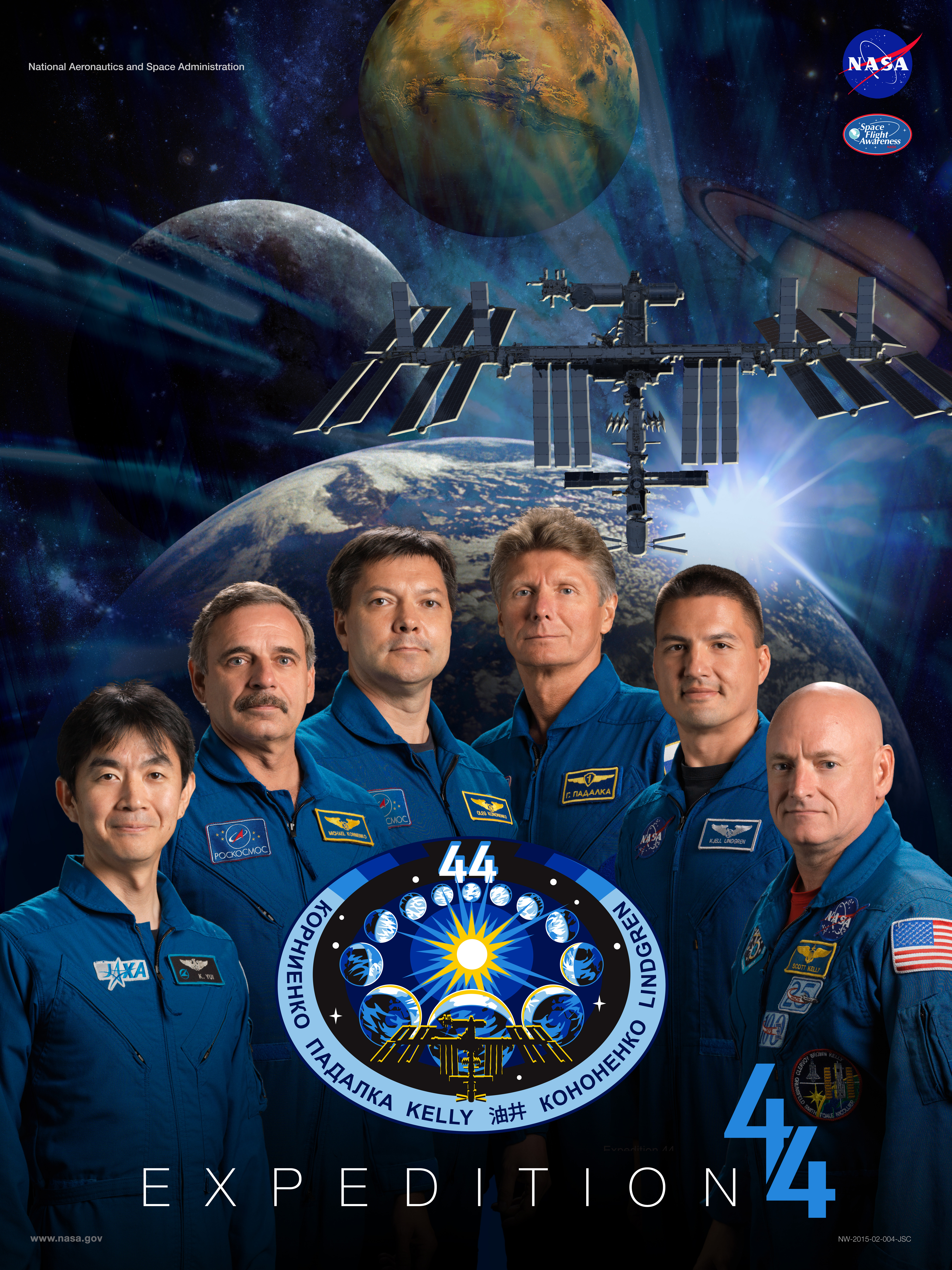
第44次長期滞在のポスター
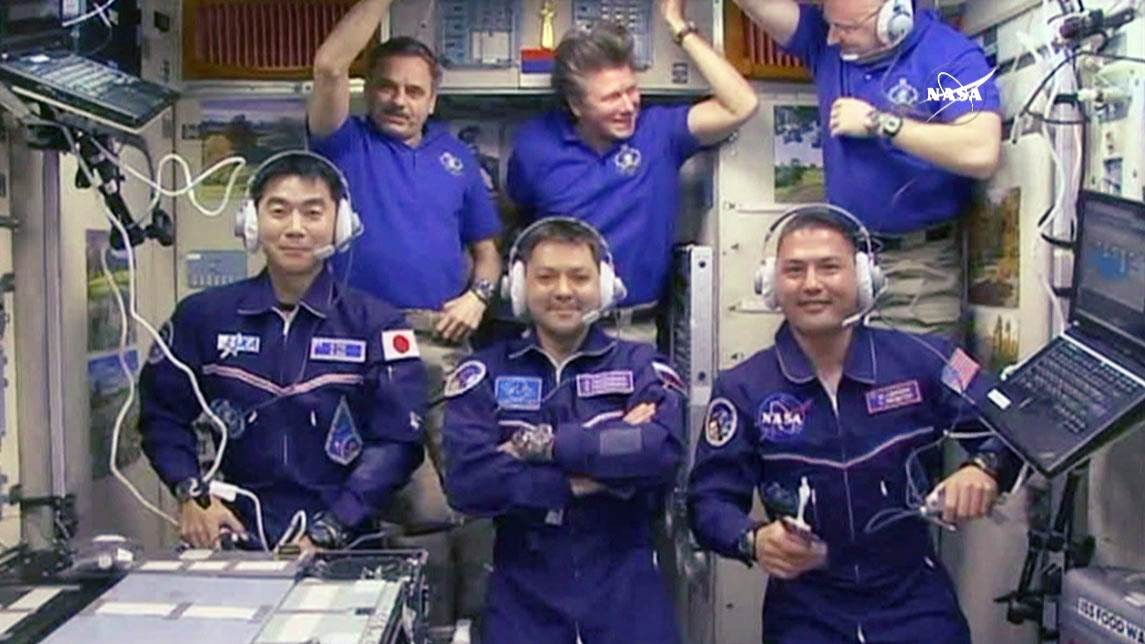
ズヴェズダに集まった44時長期滞在クルー

## 註
1. ↑  “Russian cosmonaut due to command a flight to International Space Station quits to work for a gas company 'because his wife wants him to earn more money”.   DailyMail. 2014年2月5日閲覧。
2. ↑  “Upcoming ISS expeditions”.   Spacefacts. 2013年3月16日閲覧。
3. ↑  “Astronauts Snack on Space-Grown Lettuce for First Time”.   Space.com. 2015年8月11日閲覧。
4. ↑  “日本チーム、こうのとりドッキング成功「感慨深い」” (2015年8月25日). 2015年10月19日閲覧。
5. ↑  “油井さん「日の丸誇らしい」　こうのとりドッキング成功　信頼性の高さ証明” (2015年8月25日). 2015年10月19日閲覧。